# Boekenweek
 (juin 2025).

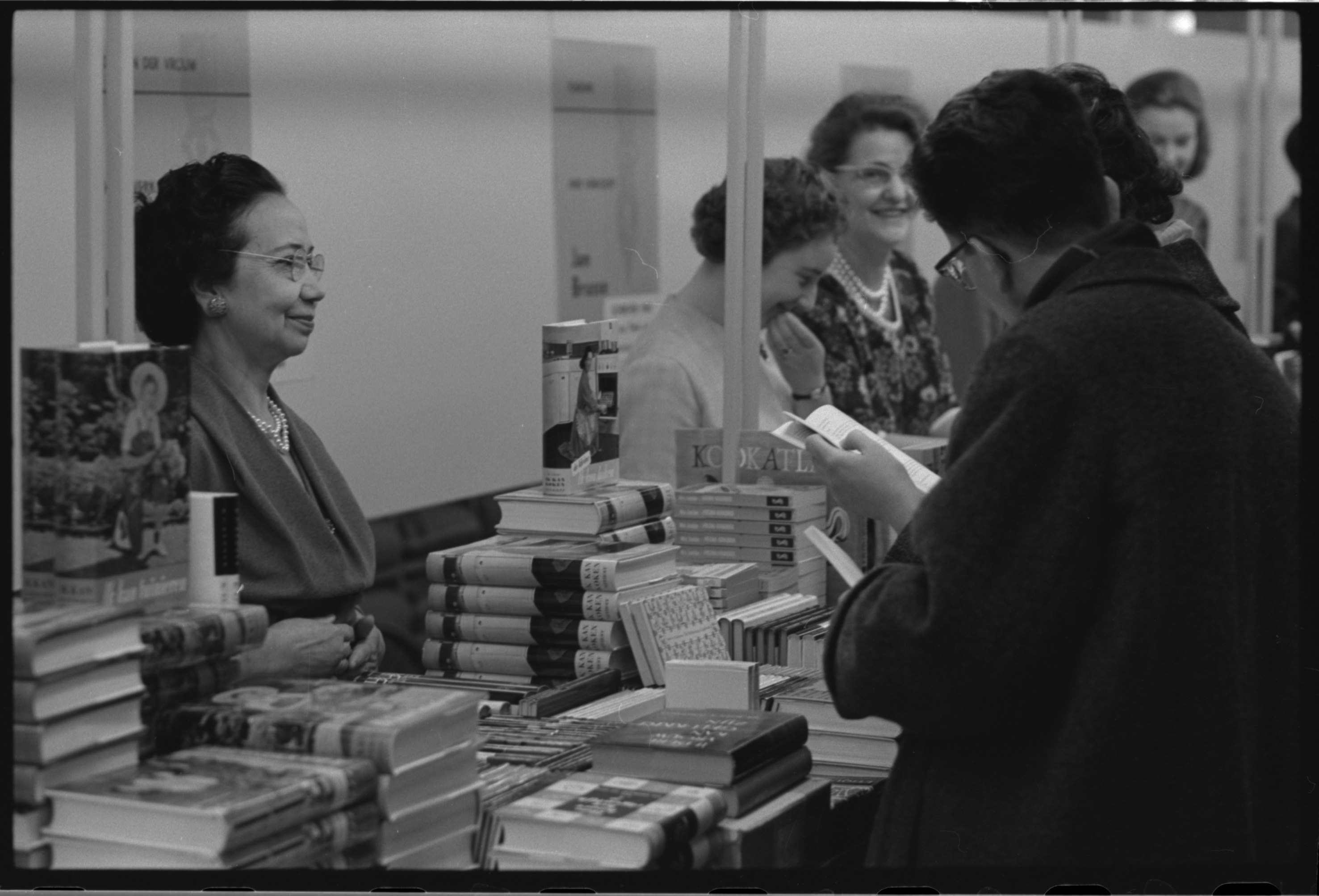
Ventes de livres chez Bijenkorf au cours de la Semaine du livre néerlandais

La Boekenweek (en français : Semaine du livre [néerlandais]) est  un évènement culturel annuel s’étendant sur dix jours et est consacrée à la littérature néerlandaise.  Elle se tient chaque année depuis 1932 au mois de mars.  Limitée à l’origine aux Pays-Bas, elle fut étendue aux Flandres à l’initiative de la « Nederlandse Taalunie ».  Elle est traditionnellement ouverte par un  « bal » littéraire (Boekenbal), rencontre réunissant écrivains et éditeurs. Se succèdent alors diverses activités, telles séances de dédicace, festivals littéraires et débats.

## Historique
Une première « Journée du livre » (Dag van het boek) » fut organisée le 15 novembre 1930 à l’initiative de l’Association des éditeurs néerlandais. Son but était alors de protéger le livre de la concurrence apportée par d’autres média, tels la radio et le cinéma.  Deux ans plus tard, cette journée se transformait en une semaine complète avec la création du « cadeau de la Semaine du livre » (Boekenweekgeschenk),. Chaque année un auteur écrit à cette intention une nouvelle, essai ou roman qui est remis par les librairies participantes aux clients achetant un livre en néerlandais ou à ceux qui deviennent membres de ladite librairie.
La semaine fut interrompue au cours de la Deuxième Guerre mondiale de 1942 à 1945. Le livre-cadeau publié en 1941 avait dû  être retiré de la circulation en raison de l’occupation allemande,,.
En dépit des craintes soulevées dans les années 1930 à l’endroit des nouvelles technologies d’alors, la popularité de la Semaine du livre néerlandais n’a cessé de grandir; en 2010, alors qu’elle célébrait son 75e anniversaire, le livre-cadeau fut tiré à 958 000 exemplaires.
À l’initiative de la Nederlandse Taalunie (Union pour la langue néerlandaise), la Semaine du livre néerlandais fut étendue en 2012 aux Flandres en tant qu’élément du « Printemps littéraire » (Literaire Lente). En 2014, elle fut renommée « Semaine du livre néerlandais » et se tint simultanément aux Pays-Bas et en Belgique.

## Évènements

### Le livre-cadeau (Boekenweekgeschenk)

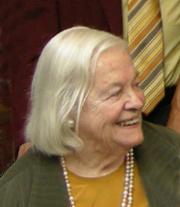
Hella Haasse est la seule autrice à avoir écrit à trois reprises le Boekenweekgeschenk en 1948, 1959 et 1994

Chaque année un auteur bien connu, généralement néerlandais ou flamand, se voit confier la tâche d’écrire un livre, habituellement une nouvelle, qui devient le  Boekenweekgeschenk  (Livre-cadeau de la semaine) et est distribué pendant le festival par les librairies participantes aux clients qui achètent un livre néerlandais ou deviennent membres de cette librairie. Le Boekenweekgeschenk  est publié par le Collective Propaganda van het Nederlandse Boek  ou CPNB (Collectif pour la propagation du livre néerlandais). Parmi les auteurs qui ont ainsi été invités à apporter leur contribution figurent  Maarten ‘t Hart (1984), Hugo Claus (1989), Cees Nooteboom et Harry Mulisch (2000). Le livre de 2001 fut écrit d’abord en anglais par Salman Rushdie, puis traduit en néerlandais.
Dans les décennies 1940, 1950 et 1960, le  Boekenweekgeschenk fut quelques fois publié anonymement, une liste d’auteurs potentiels figurant à l’intérieur. Un concours était organisé à l’intention des lecteurs qui devaient envoyer une carte postale sur laquelle ils écrivaient leur proposition quant à l’auteur potentiel. Depuis 2002, le Boekenweekgeschenk  peut servir de titre de transport sur le réseau de chemin de fer des Pays-Bas le dernier dimanche de la Semaine du livre.
Depuis 1987, un essai, le Boekenweekessay  s’est ajouté au Boekenweekgeschenk et est vendu en librairie. Certains des auteurs ayant apporté leur contribution incluent Jan Wolkers (1955), Gerrit Komrij (1997) et Adriaan van Dis (2004).
La biographie de l’auteur du Boekenweekgeschenk, appelée Boekenweek-cv  est distribuée par les librairies participantes à leurs membres.

### Le «bal du livre»(Boekenbal)

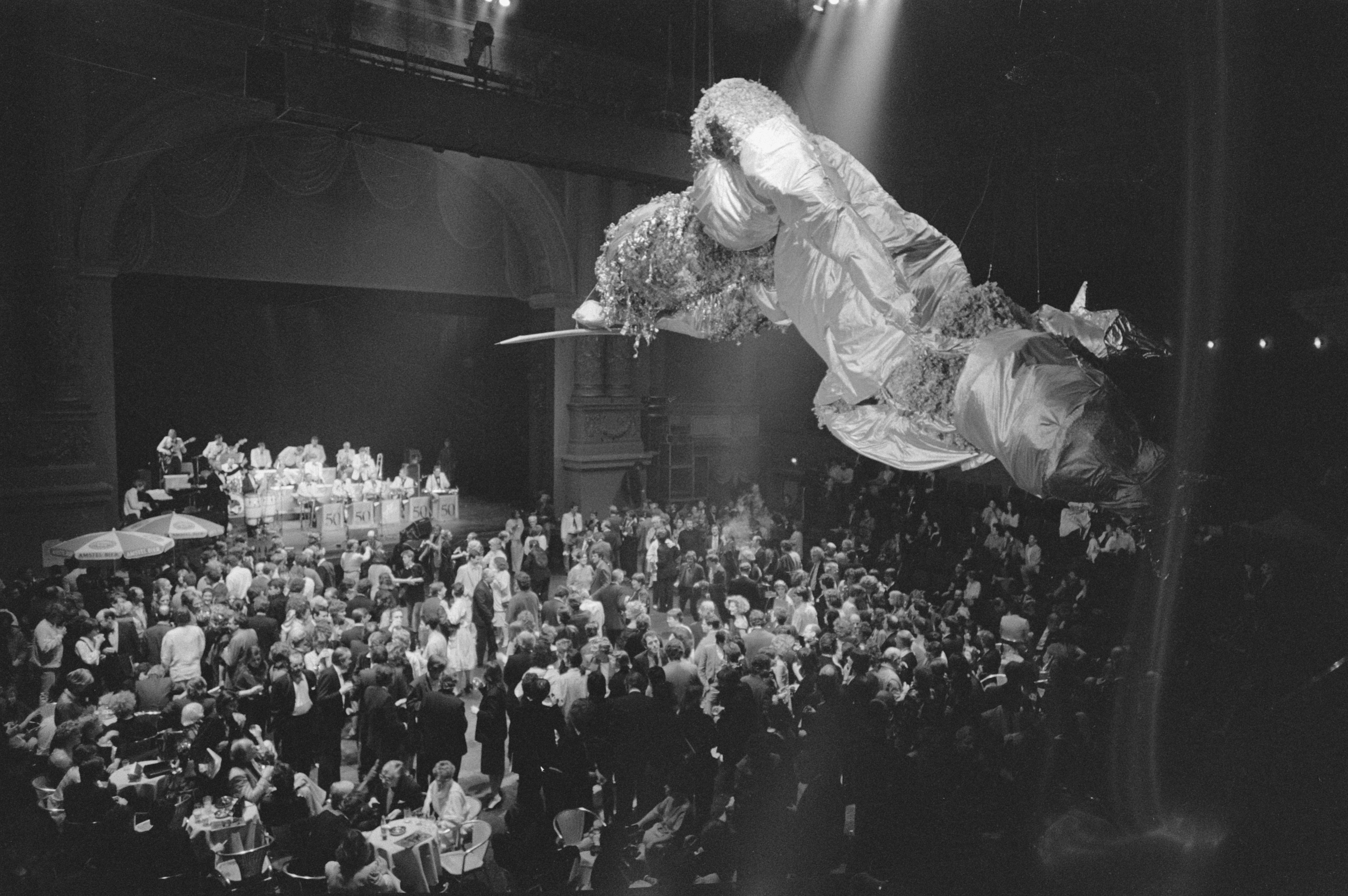
Boekenbal au Théâtre Carré en 1985

Tenu pour la première fois en 1947 à l’initiative du Collective Propaganda van het Nederlandse Boek,  le « bal du livre » est un évènement où la participation se fait sur invitation seulement.  Il a lieu au  Stadsschouwburg d’Amsterdam. Toutefois la sélection des invités par le CPNB a fait l’objet de contestations et un autre groupe a organisé, à partir de 2006, un évènement parallèle appelé Bal der Geweigerde  (le bal des refusés). Tenu au Paradiso, tout près de l’évènement officiel, il est ouvert à tous.

### Semaine du livre pour enfant (Kinderboekenweek)
Depuis 1955 se tient également la Kinderboekenweek  (Semaine du livre pour enfants).  Se déroulant en octobre, celle-ci dure également dix jours et s’ouvre par une rencontre sociale appelée Kinderboekbal (Bal du livre pour enfants). De même que durant la semaine pour adulte, un livre est spécialement écrit et publié pour l’occasion, le Kinderboekenweekgeschen  (Livre-cadeau de la semaine du livre) qui est remis dans les librairies aux clients achetant de la littérature néerlandaise pour enfants. Parmi les auteurs de ces livres on retrouve Paul Biegel (1977), Annie M.G. Schmidt (1990) et Thea Beckman (1991). Depuis 1986 un livre en images est également publié pour les tout-petits.

### Thème
À partir de 1960 des thèmes furent adoptés certaines années pour la Semaine du livre, cette pratique devenant annuelle à partir de 1974. Le thème des dernières années fut :
- 2024 : Chez nous, dans la famille

- 2023 : Je suis tout

- 2022 : Premier Amour

- 2021 : Débat intérieur

- 2020 : Rebelles et libre-penseurs

- 2019 : Mères et femmes

- 2018 : Nature

- 2017 : Fruits défendus

- 2016 : Allemagne : ce qui j’aurais à en dire

- 2015 : Folie – trop idiot pour les mots

- 2014 : Voyages : parmi les choses étranges

- 2013 : Temps dorés; noirs périodiques

- 2012 : Amitié et autres désagréments

- 2011 : Curriculum vitae – portraits écrits

- 2010 : Petites tâches titanesques – grandir dans les lettres.